# دانیل ادلر (ورزشکار)
دانیل ادلر (انگلیسی: Daniel Adler؛ زادهٔ ۱۶ آوریل ۱۹۵۸) قایقران قایق بادبانی اهل برزیل است.